# Жак Левек
Жак Левек (фр. Jacques Lévèque, Париз 1. октобар 1917 — Париз, 15. новембар 2013) био је француски атлетичар специјалиста за трку на 800 метара средином 1930-их. 
Победом на првенству Француске 1938. у дисциплини 800 м у времену 1:54,8 мин обезбдедио је улазак у репрезентацију Француске на 2. Европском првенствутво у Паризу. Освојио је сребрну медаљу на 800 м личним рекордом  1:51,8 мин  иза немачког такмичара Рудолфа Харбига.  Са францускомм штафетом 4 × 400 метара  (3:18.3 мин). био је четврти (3:18,3).
На Међународним студентским спортским играма 1939. (претечама данашње Универзијаде) одржаним у  Монаку освојио је још једну сребрну медаљу на 800 метара.